# موناقان
موناقان (به انگلیسی: Monaghan) یک منطقهٔ مسکونی در ایرلند است که در شهرستان مانهن واقع شده‌است. موناقان ۶٬۷۱۲ نفر جمعیت دارد و ۷۱ متر بالاتر از سطح دریا واقع شده‌است.

## نگارخانه

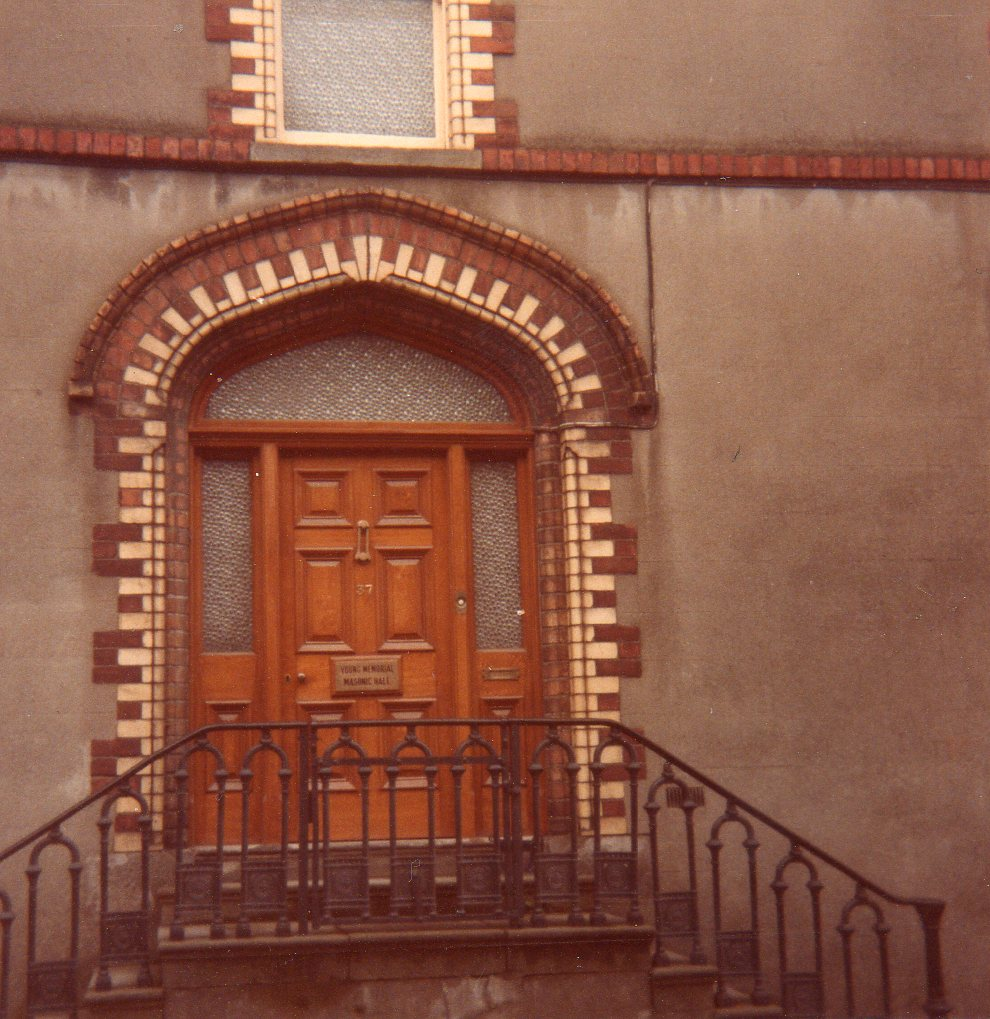
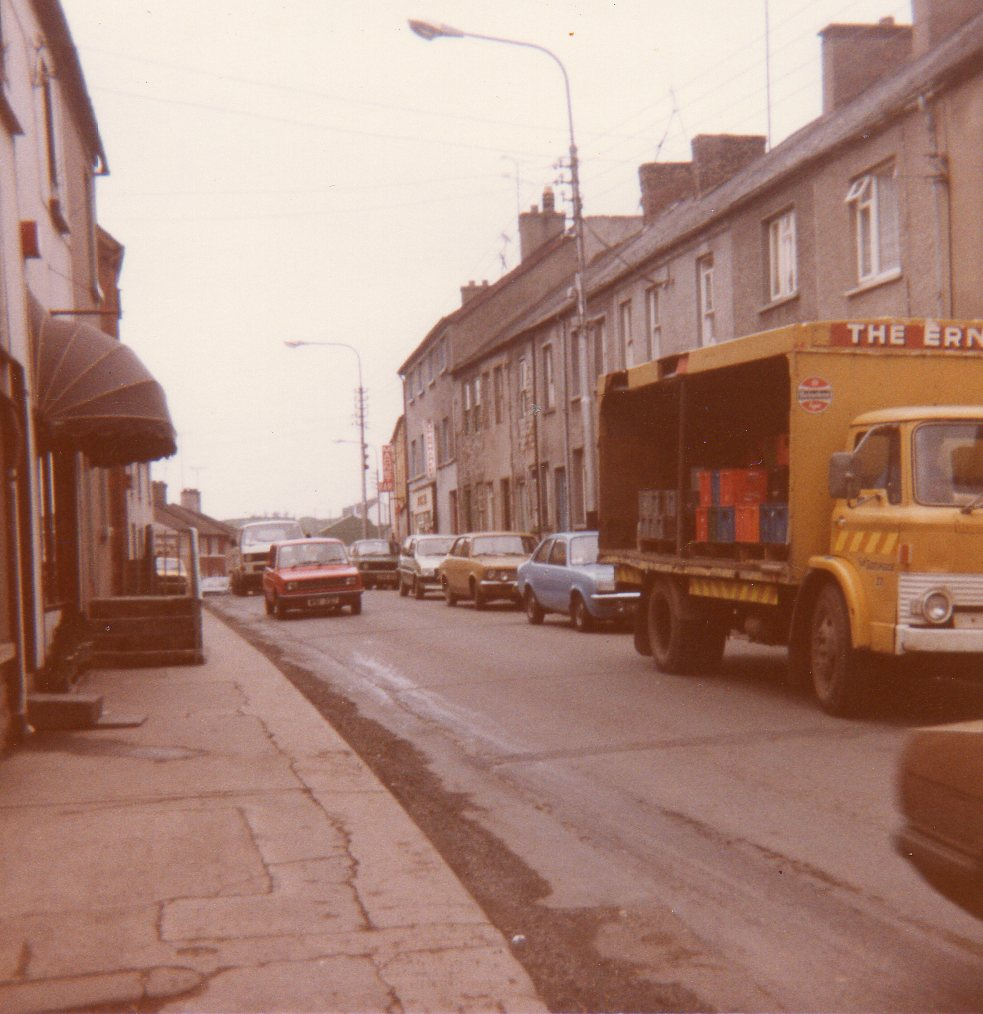
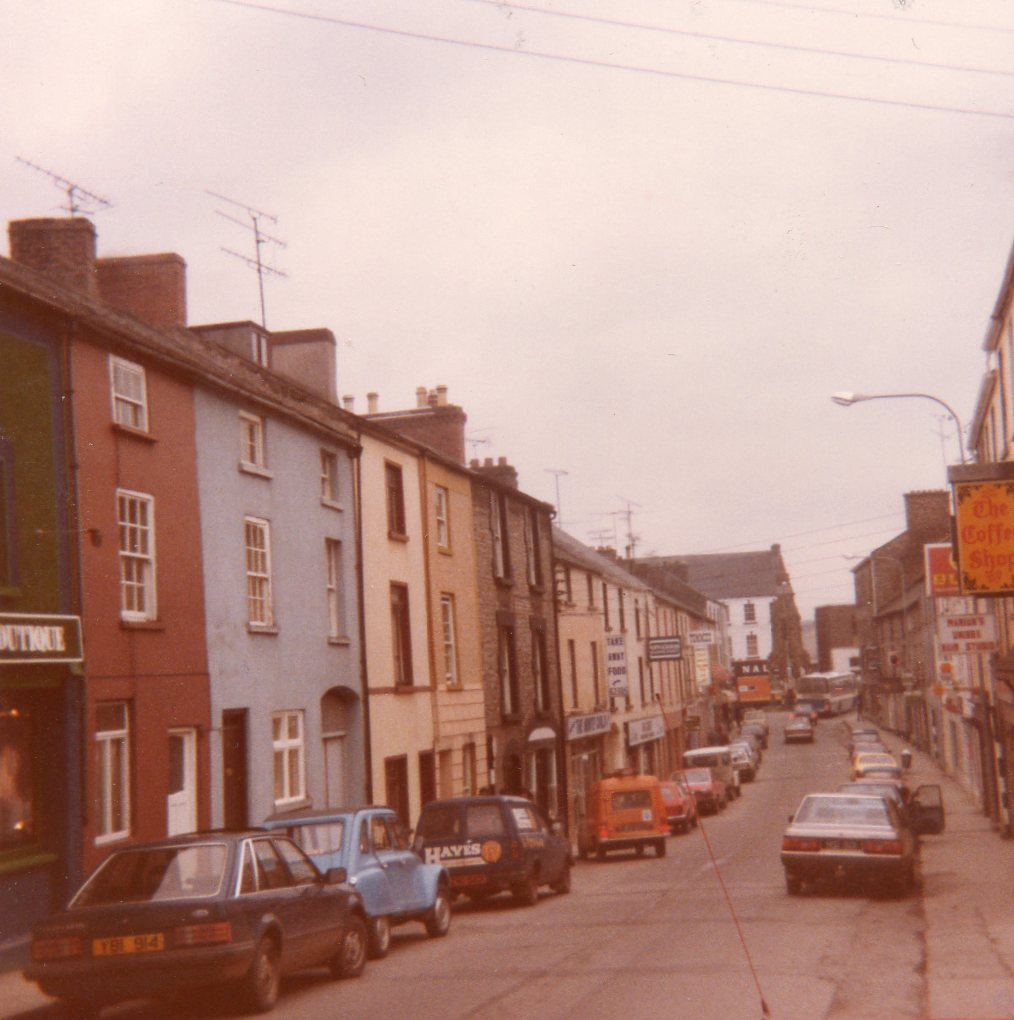
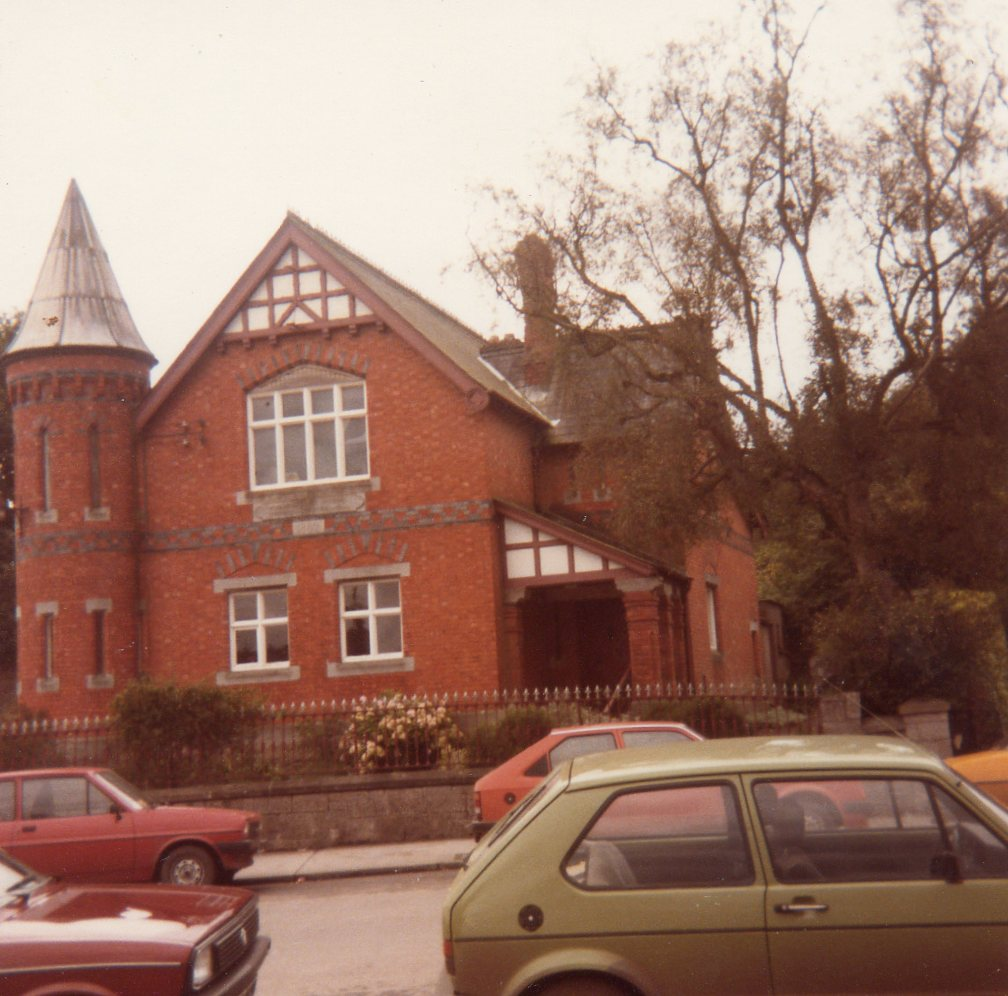
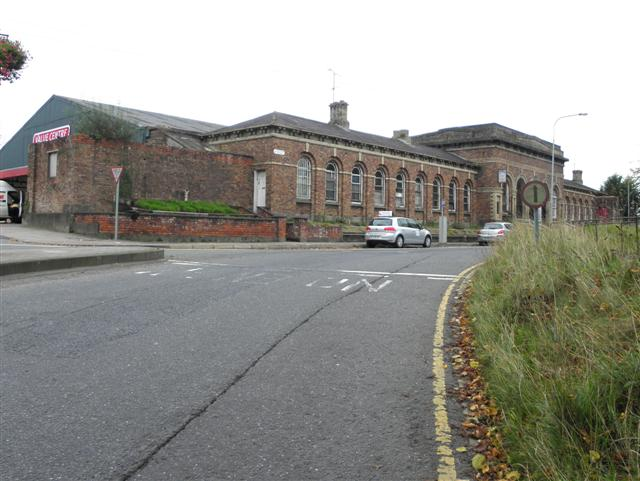